# Laona (Wisconsin)
Laona ist eine Siedlung auf gemeindefreiem Gebiet im Forest County im US-amerikanischen Bundesstaat Wisconsin. Zu statistischen Zwecken ist der Ort zu einem Census-designated place (CDP) zusammengefasst worden. Im Jahr 2010 hatte Laona 583 Einwohner.

## Geografie
Laona liegt im Nordosten Wisconsins, rund 50 km südlich der Grenze zu Michigan. Die geografischen Koordinaten von Laona sind 45°33′53″ nördlicher Breite und 88°40′26″ westlicher Länge. Das Ortsgebiet erstreckt sich über eine Fläche von 5,05 km² und bildet das Zentrum der Town of Laona.
Benachbarte Orte von Laona sind Laona Junction (13,2 km nördlich), Blackwell (10,4 km südöstlich), Wabeno (14,8 km südlich) und Crandon (19,8 km westlich).
Die nächstgelegenen größeren Städte sind Sault Ste. Marie in der kanadischen Provinz Ontario (436 km ostnordöstlich, gegenüber von Sault Ste. Marie, Michigan), Green Bay am  Michigansee (156 km südsüdöstlich), Wisconsins Hauptstadt Madison (328 km südsüdwestlich), Wausau (133 km südwestlich), die Twin Cities in Minnesota (406 km westsüdwestlich) und Duluth am Oberen See in Minnesota (369 km westnordwestlich).

## Verkehr
Der U.S. Highway 8 verläuft in West-Ost-Richtung als Hauptstraße durch Laona und trifft hier auf den Wisconsin State Highway 32. Alle weiteren Straßen sind untergeordnete Landstraßen, teils unbefestigte Fahrwege oder innerörtliche Verbindungsstraßen.
Die nächsten Regionalflughäfen sind der Rhinelander–Oneida County Airport (65,7 km westlich), der Central Wisconsin Airport bei Wausau (156 km südwestlich) und der Austin Straubel International Airport in Green Bay (150 km südsüdöstlich).

## Bevölkerung
Nach der Volkszählung im Jahr 2010 lebten in Laona 583 Menschen in 245 Haushalten. Die Bevölkerungsdichte betrug 115,4 Einwohner pro Quadratkilometer. In den 245 Haushalten lebten statistisch je 2,38 Personen. 
Ethnisch betrachtet setzte sich die Bevölkerung zusammen aus 96,2 Prozent Weißen, 0,3 Prozent Afroamerikanern, 1,5 Prozent amerikanischen Ureinwohnern, 0,2 Prozent Polynesiern sowie 0,2 Prozent aus anderen ethnischen Gruppen; 1,5 Prozent stammten von zwei oder mehr Ethnien ab. Unabhängig von der ethnischen Zugehörigkeit waren 0,9 Prozent der Bevölkerung spanischer oder lateinamerikanischer Abstammung. 
24,7 Prozent der Bevölkerung waren unter 18 Jahre alt, 58,7 Prozent waren zwischen 18 und 64 und 16,6 Prozent waren 65 Jahre oder älter. 49,4 Prozent der Bevölkerung war weiblich.
Das mittlere jährliche Einkommen eines Haushalts lag bei 41.875 USD. Das Pro-Kopf-Einkommen betrug 17.718 USD. 9,9 Prozent der Einwohner lebten unterhalb der Armutsgrenze.